# Kazimierz Kutz
Kazimierz Julian Kutz (ur. 16 lutego 1929 w Szopienicach, zm. 18 grudnia 2018 w Warszawie) – polski reżyser filmowy, teatralny i telewizyjny, scenarzysta, nauczyciel akademicki, publicysta, pisarz, działacz społeczny i polityk.
Wykładowca Uniwersytetu Śląskiego i krakowskiej PWST. Współtwórca polskiej szkoły filmowej, współzałożyciel Stowarzyszenia Filmowców Polskich (1966), założyciel i pierwszy kierownik Zespołu Filmowego „Silesia” (1972–1978), twórca licznych spektakli Teatru Telewizji. Wyreżyserował ponad dwadzieścia filmów fabularnych, w tym sześć o Górnym Śląsku, m.in. filmową trylogię śląską Sól ziemi czarnej (1969), Perła w koronie (1971) i Paciorki jednego różańca (1979), której głównym motywem jest tożsamość Ślązaków i bunt podejmowany przez górniczą wspólnotę. Dwukrotny laureat Złotych Lwów na Festiwalu Polskich Filmów Fabularnych – w 1980 za Paciorki jednego różańca i w 1994 za Zawróconego.
Współpracownik opozycji demokratycznej w PRL, senator IV, V, VI i VIII kadencji (1997–2007, 2011–2015), w latach 2001–2005 wicemarszałek Senatu V kadencji, marszałek senior Senatu VI i VIII kadencji, w latach 2007–2011 poseł na Sejm VI kadencji.

## Życiorys

### Młodość i wykształcenie
Był synem Franciszka Kutza, kolejarza i powstańca śląskiego, oraz Anastazji z domu Kamińskiej. Wychowany był w robotniczym domu w Szopienicach, gdzie jego matka i babka Anna gorliwie kultywowały religię katolicką. W 1937 Franciszek Kutz wystarał się u urzędników o spolszczenie nazwiska całej rodziny na Kuc; dopiero w 1957 Kazimierz Kuc wrócił do pierwotnego nazwiska. Kazimierz Kuc doświadczył w czasie okupacji wielu traumatycznych wydarzeń, jak śmierć kilkuletniego kuzyna, widok Żydówki przewożonej do obozu Auschwitz-Birkenau, przymusowy werbunek najstarszego brata Henryka na front wschodni. Był też świadkiem zgwałcenia koleżanki z Szopienic przez radzieckich żołnierzy wkraczających na Śląsk w 1945. Jego ojciec w trakcie okupacji ledwo ocalał z egzekucji urządzonej przez Niemców. W psychicznym przetrwaniu tego okresu Kazimierzowi Kucowi pomogło czytanie książek Tadeusza Boya-Żeleńskiego, Lwa Tołstoja oraz Stendhala. Najbardziej w pamięci utkwiła mu lektura powieści Czerwone i czarne ostatniego z nich. W 1944 został wysłany na roboty do miejscowości Bolesławice, gdzie pracował w ogrodnictwie.
Ukończył I Liceum Ogólnokształcące im. Tadeusza Kościuszki w Mysłowicach. Angażował się w działalność organizacji młodzieżowych, takich jak Związek Harcerstwa Polskiego i OM TUR. Stopniowo tracił wiarę, nie tylko pod wpływem stalinowskiej szkoły, ale również pod wpływem brata Henryka, u którego w związku z wydarzeniami wojennymi zdiagnozowano schizofrenię i który nie widział w świecie obecności Boga Kościoła katolickiego. Kazimierz Kuc po maturze zapisał się do Państwowej Wyższej Szkoły Filmowej w Łodzi. Pierwotnie zamierzał iść na polonistykę, ale bał się, że nie poradzi sobie na studiach ze względu na swoją gwarę śląską. Lęk towarzyszył mu także w szkole filmowej, gdzie przeżywał pasmo upokorzeń z powodu swojego pochodzenia społecznego. Przekonanie, że w życiu warto być przekornym i buntowniczym, ukształtowała u niego wykładowczyni Wanda Jakubowska. Dołączył do Związku Młodzieży Polskiej, wszedł w skład jej zarządu uczelnianego. Został jednak usunięty z niego w 1952 za wstawienie się za kolegą oskarżanym o serię zgwałceń na aktywistkach związkowych. Studia reżyserskie ukończył w 1954.
W trakcie studiów dołączył do nieformalnego „kolektywu”, tworzonego przez studentów z wyższego roku studiów: Stanisława Bareję, Janusza Weycherta, Janusza Morgensterna, Jana Łomnickiego i Lecha Lorentowicza. W późniejszym czasie relacje te osłabły. Reżyser krytykował między innymi styl komedii Stanisława Barei, na których określenie stworzył sformułowanie „bareizm”, będące w jego intencji synonimem filmów bez artystycznych ambicji i tworzonych dla niewybrednej widowni. Słowo to pojawiło się w jego krytycznej wypowiedzi pod koniec lat 60. na zebraniu Stowarzyszenia Filmowców Polskich, lecz później było wykorzystywane niejednokrotnie przez inne osoby w atakach na Stanisława Bareję. W 1981 kierowane przez Kazimierza Kutza jury Festiwalu Polskich Filmów Fabularnych w Gdańsku jego filmowi Miś nie przyznało żadnej nagrody. Stanisław Bareja w kilku scenariuszach czynił natomiast aluzje do Kazimierza Kutza. W niezrealizowanym filmie Kilometr za horyzontem jedną z postaci był Kazimierz Klotz, mówiący w jednej ze scen: „Dawniej pisaliśmy się przez ce, ale potem mój brat został reżyserem i zmienił pisownię. Żeby było bardziej eksportowo”. Z kolei nazwisko Kloc pojawiło się w scenopisie Zmienników.

### Kariera filmowa i działalność publiczna w PRL

#### Lata 50. i 60.

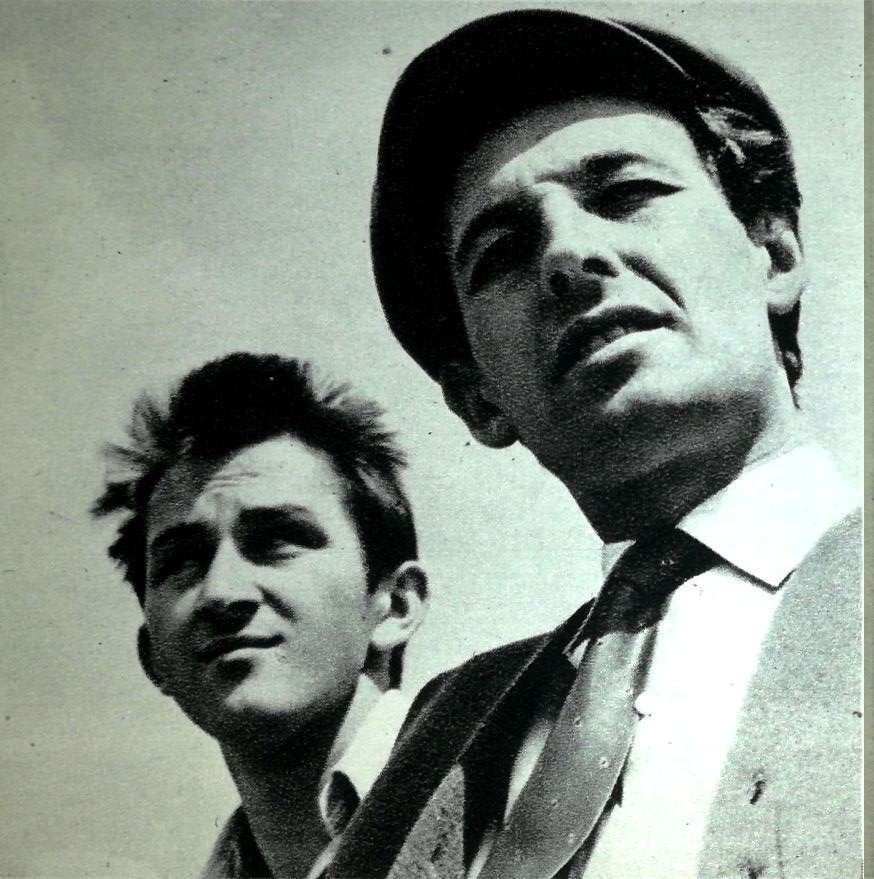
Kazimierz Kutz (z lewej) i Andrzej Wajda w okresie realizacji filmu Kanał

Pracę reżyserską rozpoczął w 1954 jako asystent Andrzeja Wajdy przy realizacji Pokolenia. Miał wymyślić inscenizację sceny samobójstwa Jasia Kronego (granego przez Tadeusza Janczara), zajmował się też pirotechniką. Głośno krytykował na planie Aleksandra Forda, opiekuna artystycznego filmu, nazywając go „żydowskim kurduplem”; w późniejszym czasie relacje między oboma filmowcami uległy unormowaniu. W 1956 asystował Andrzejowi Wajdzie przy filmie Kanał, kręcąc sporą część materiału na potrzeby uzyskania dyplomu. Był odpowiedzialny za filmowanie scen wędrówek po kanałach. Nie otrzymał jednak obiecanego mu dyplomu, po czym zerwał współpracę z Andrzejem Wajdą, którego pracę po latach komentował następująco: „[…] miał zawsze taką napoleońską metodę reżyserowania. On stoi na wzgórzu i rozkazuje, a reszta zapierdala”.
W 1957 Kazimierz Kuc powrócił do nazwiska Kutz. Jego samodzielnym debiutem reżyserskim był nakręcony w 1959 film Krzyż Walecznych, opowieść złożona z trzech nowel: o polskim żołnierzu wracającym do rodzinnej wsi, o polskich żołnierzach natykających się na owczarka niemieckiego z Auschwitz, wreszcie o wdowie po heroicznym kapitanie, kultywującej swą pamięć o mężu. Przy Krzyżu Walecznych współpracował z Józefem Henem, pisarzem związanym z Zespołem Filmowym „Kadr”. Aleksander Jackiewicz chwalił Krzyż Walecznych jako „pierwszy plebejski film polskiego reżysera”. Pochwały ze strony krytyków zanikły jednak, gdy na podstawie kolejnego scenariusza Józefa Hena Kazimierz Kutz nakręcił film Nikt nie woła (1960). Film, zamierzony jako antyteza Popiołu i diamentu Andrzeja Wajdy, był liryczną opowieścią o byłym AK-owcu, którego ścigają koledzy z podziemia za to, że „nie zabił czerwonego”. Film był pozbawiony tradycyjnej akcji, opierał się na fragmentarycznej fabule, którą kompensowały malarskie ujęcia nakręcone przez Jerzego Wójcika. Nikt nie woła został ocenzurowany (wycięto scenę miłosnego zbliżenia bohatera z dziewczyną napotkaną w miejscowości, w której się ukrywał) i źle przyjęty przez krytyków; odciął się od niego sam autor scenariusza, a reżyser spotkał się z olbrzymią nagonką prasową. Jedynie dzięki wstawiennictwu Tadeusza Konwickiego, Jerzego Kawalerowicza oraz ministra kultury Tadeusza Zaorskiego nie został pozbawiony prawa do wykonywania zawodu.
Aby wrócić do łask krytyków, nakręcił film Ludzie z pociągu (1961) według opowiadania Mariana Brandysa, bliższy w swojej poetyce Krzyżowi Walecznych. Kolejna opowieść o II wojnie światowej, utrzymana w poetyce realistycznej, ukazywała losy osób oczekujących na przybycie pociągu. Ich spokój zburzyła nagła obława Niemców, którzy grozili niedoszłym pasażerom egzekucją pod zarzutem kradzieży pistoletu maszynowego pijanemu członkowi ich oddziału. Film Ludzie z pociągu spotkał się z bardzo pozytywnym odbiorem dzięki brawurowej inscenizacji, która – zdaniem Konrada Eberhardta – spowodowała, że opowiadanie zamieniło się „w serię kapitalnych epizodów”. Film nagrodzony został Srebrnym Żaglem na Międzynarodowym Festiwalu Filmowym w Locarno. Sukcesu nie osiągnęły natomiast Tarpany (1962); w zamierzeniu ironiczna opowieść o starcu, który – motywowany mentalnością postszlachecką – próbował odtworzyć populację tytułowych dzikich koni. Zbigniew Florczak w recenzji dla „Filmu” pisał: „W tym filmie o dzikich koniach najdłuższa scena dzieje się przy stole i fortepianie. A gdzie są konie?”. Kolejny obraz reżysera, Milczenie (1963) na podstawie powieści Jerzego Szczygła, poświęcony był proboszczowi (Kazimierz Fabisiak), który oskarżył grupę chłopców o zamach na jego życie. Jeden z chłopców, który oślepł, został przez lokalną społeczność uznany za ukaranego przez samego Boga. Milczenie dobrze przyjęła prasa lewicowa, natomiast z oburzeniem odebrały go środowiska katolickie.
Popularność reżysera rosła, a na podstawie spekulacji o jego licznych romansach Kabaret Starszych Panów wymyślił aluzyjną piosenkę Kaziu, zakochaj się, którą zaśpiewała Zofia Kucówna. Zaprzyjaźniwszy się z członkami kabaretu, Kazimierz Kutz odwdzięczył się im reżyserią filmu Upał (1964), lirycznej komedii z udziałem członków formacji. Odbiór Upału był mieszany; Grażyna Stachówna twierdziła po latach, że adaptacja ta „zagubiła emocjonalną esencję telewizyjnego Kabaretu, czyli po prostu te najzwyklejsze, najmilsze uczucia, które wypełniały pełen wdzięku świat Starszych Panów”. Kolejny utwór reżysera, adaptacja reportażu Krzysztofa Kąkolewskiego Ktokolwiek wie… (1966), został negatywnie przyjęty przez krytyków. Szczególnie wyróżniała się opinia Krzysztofa Teodora Toeplitza: „Dawno nie mieliśmy filmu tak złego, będącego mieszaniną nieudolności z pretensjonalnością”. Skok (1967), opowieść o napadzie chłopaków z państwowego gospodarstwa rolnego na bank, z dialogami autorstwa Stanisława Dygata, nie został zaakceptowany przez cenzurę, otrzymując dwuletni zakaz rozpowszechniania.
Niepowodzenia twórcze Kazimierz Kutz usiłował kompensować działalnością w środowisku filmowym. W 1966 został współzałożycielem Stowarzyszenia Filmowców Polskich. W 1968 w czasopiśmie „Ekran” (nr z 9 czerwca) opublikował tekst krytykujący tryb realizacji filmów, a w szczególności rolę kierowników literackich. W tym czasie trwała nagonka na inteligencję, piętnowaną wówczas przez środowisko Mieczysława Moczara i przez Władysława Gomułkę. Opinia reżysera została – zdaniem Tadeusza Konwickiego i Jerzego Markuszewskiego – wykorzystana do poparcia tych ataków. Stopniowa izolacja twórcza powodowała, że zerwał ze środowiskiem warszawskim. Impulsem była dla niego nagła wizyta Henryka Kuca w Warszawie w 1967, który wymusił na nim wyjazd na Śląsk do Tychów.

#### Lata 70.: tryptyk śląski i kierownictwo „Silesii”
Utrzymując się przy wsparciu brata, który zajmował się ślusarstwem, Kazimierz Kutz desperacko poszukiwał pomysłu na nowy film. Sam wspominał później: „Wiedziałem, że to jest ostatnia runda, ostatnia chwila, żeby się zbuntować”. Zgłębiając literaturę poświęconą Śląskowi, zdecydował się na powrót do korzeni. Inspiracją stała się biografia ojca, uczestnika trzeciego powstania śląskiego. Na jej podstawie napisał scenariusz do Soli ziemi czarnej (1969), opowieści o inicjacji wychowanego w wieloletniej tradycyjnej rodzinie młodego Ślązaka (Olgierd Łukaszewicz), który uczestniczy w powstaniu. Powróciwszy do Warszawy, ledwo wymógł na komisji kolaudacyjnej wyrażenie zgody na rozpoczęcie zdjęć, powołując się na kontakt z uczestnikiem powstania, generałem Jerzym Ziętkiem (ówczesnym członkiem Rady Państwa). Sól ziemi czarnej okazała się wielkim sukcesem artystycznym, zdobywając Złote Grono na Lubuskim Lecie Filmowym.
Sukces Soli ziemi czarnej reżyser postanowił wykorzystać, realizując film Perła w koronie (1971). Druga część swoistego tryptyku śląskiego poświęcona była strajkowi górników protestujących przeciwko zamknięciu należącej do niemieckiego przedsiębiorstwa kopalni węgla kamiennego po polskiej stronie Górnego Śląska. Pierwowzorem dla filmowych wydarzeń był strajk w kopalni Giesche w 1937. Tym razem największy ciężar dramaturgiczny filmu spoczywał na przywódcy strajku, granym przez Franciszka Pieczkę. Perła w koronie okazała się jeszcze większym triumfem artystycznym Kazimierza Kutza; nawet ironiczny zwykle krytyk Zygmunt Kałużyński określił drugą część tryptyku mianem arcydzieła.
Planując zrobić trzecią część tryptyku, w międzyczasie w 1971 założył Zespół Filmowy „Silesia”. Umożliwił debiut Grzegorzowi Królikiewiczowi, którego Na wylot (1972) odniósł sukces artystyczny, jednak miał niski potencjał komercyjny. Odpowiadał także za produkcję kontrowersyjnego filmu Wojciecha Jerzego Hasa Sanatorium pod Klepsydrą. Pod naciskiem władz, które po tym filmie zagroziły rozwiązaniem zespołu, podjął się realizacji filmu na zlecenie – Linii (1974), poświęconej historii partyjnego sekretarza niezrozumianego przez lokalną społeczność. Po jego nakręceniu otrzymał Krzyż Komandorski Orderu Odrodzenia Polski. Kolejne kontrowersje wywołał natomiast filmem Znikąd donikąd (1975) o wzajemnej, bratobójczej walce oddziału Armii Krajowej z komunistyczną partyzantką. Cenzura wycięła między innymi scenę zrywania przez akowca plakatu przedstawiającego AK jako „zaplutego karła reakcji”, usuwając cały kontekst historyczny konfliktu. Film wywołał wrogość środowisk opozycyjnych, gdyż wywierał wrażenie, że działalność AK sprowadzała się do mordowania ludności cywilnej. W następstwie odbioru Linii oraz Znikąd donikąd reżyser zdecydował się przestawić „Silesię” na tory komercyjne, dopuszczając np. Trędowatą (1976) Jerzego Hoffmana. Sam stracił kierownictwo „Silesii” w 1978 na rzecz Ernesta Brylla.
Kolejny swój film zadedykował zmarłemu w 1971 ojcu. Paciorki jednego różańca (1979), ostatni film tryptyku śląskiego, realizował w katowickiej dzielnicy Giszowiec. W czasie tworzenia filmu dokumentował, jak niegdysiejsza architektura (domki wzorowane na chatach wiejskich) była bezmyślnie niszczona, a na jej miejscu powstawały wieżowce. Głównym bohaterem filmu uczynił emeryta, dawnego powstańca śląskiego (Augustyn Halotta), który nie zamierza opuścić swojej zagrożonej wyburzeniem chałupy. Film wywołał olbrzymie kontrowersje: partyjni aktywiści oskarżali Kazimierza Kutza o „kłamstwo” i „fałszywy obraz Śląska”. Paciorki jednego różańca ostatecznie jednak dopuszczono do dystrybucji, a film został obsypany nagrodami w kraju i za granicą (Złote Lwy na Festiwalu Polskich Filmów Fabularnych, Nagroda Specjalna Jury na Międzynarodowym Festiwalu Filmowym w Karlowych Warach). Jak pisała Ilona Copik: „To m.in. dzięki trzeciemu śląskiemu filmowi sprawa Giszowca stała się głośna, a wskutek uporu garstki zapaleńców udało się ocalić osiedle przed ostateczną materialną i kulturową destrukcją”.
W latach 70. reżyser uczestniczył w naradach Komitetu Centralnego PZPR na temat kultury. Od 1976 zajmował stanowisko głównego reżysera w ośrodku TVP Katowice. Od połowy lat 70. był inwigilowany przez funkcjonariuszy Służby Bezpieczeństwa w ramach operacji o kryptonimie „Reżyser”. W wyniku inwigilacji zanotowano, że utrzymywał kontakty z osobami aktywnie działającymi w KSS „KOR” i nawiązywał kontakty z regionalnymi strukturami „Solidarności”.

#### Lata 80.
W 1981 był współorganizatorem I Kongresu Kultury Polskiej w Warszawie. W czasie stanu wojennego został internowany w okresie od 14 do 21 grudnia 1981, następnie zwolniony na skutek interwencji biskupa Herberta Bednorza. Jako powód internowania podano „utrzymywanie kontaktów z działaczami antysocjalistycznymi”, a także „negatywny stosunek do władz partyjnych i rzeczywistości społeczno-politycznej w kraju”, co zdaniem ówczesnych władz komunistycznych stwarzało zagrożenie dla bezpieczeństwa PRL. Wkrótce w proteście przeciwko pacyfikacji w KWK „Wujek” zrezygnował ze stanowiska głównego reżysera ośrodka TVP Katowice. Utracił też posadę wykładowcy na Wydziale Radia i Telewizji Uniwersytetu Śląskiego, rzekomo ze względu na „brak dyplomu ukończenia szkoły filmowej”. Latem 1982 przygotował scenariusz filmu Na straży swej stać będę (1983), poświęconego górnośląskiemu podziemiu skierowanemu przeciwko władzy hitlerowskiej w trakcie II wojny światowej. Inspiracją dla niego była historia Heleny Matejanki, agentki Gestapo rzekomo odpowiedzialnej za wydanie licznych znajomych z podziemia. W postać inspirowaną losami kobiety wcieliła się Iwona Świętochowska. Swą bohaterkę opisała jako osobę, która „nigdy już nie udowodni swej niewinności”. Aleksandra Klich, autorka biografii Kazimierza Kutza, określiła film jako „posępny jak stan wojenny”.
Reżyser poczynił również przygotowania do realizacji filmu o pacyfikacji strajku w KWK „Wujek”, udając się w tej sprawie do samego Czesława Kiszczaka, ówczesnego ministra spraw wewnętrznych. Niczego jednak nie osiągnął, zamiast tego uzyskał zgodę na przeprowadzkę do Warszawy, co było swoistym rewanżem na śląskich notablach partyjnych, którzy donosili na niego przed stanem wojennym. W 1985 przeniósł na ekrany kin sztukę Janusza Krasińskiego Wkrótce nadejdą bracia, poświęconą ucieczce dziewczyny skazanej na karę śmierci przez podziemie na Ziemiach Odzyskanych. Film został jednoznacznie przyjęty negatywnie. W międzyczasie autor angażował się w działalność teatralną. W latach 1985–1992 był wykładowcą na Wydziale Reżyserii Dramatu Państwowej Wyższej Szkoły Teatralnej im. Ludwika Solskiego w Krakowie.

### Kariera filmowa po transformacji ustrojowej
Po zmianie ustroju w latach 1989–1991 zajmował stanowisko dyrektora ośrodka TVP Kraków. Został zwolniony w wyniku skandalu wywołanego między innymi spektaklem telewizyjnym Do piachu, przedstawiającym życie i śmierć miernego partyzanta AK nakłonionego przez kolegów z oddziału do udziału w rabunku i gwałcie. Potępienie swojej twórczości reżyser komentował później zjadliwie: „To takie nowe volkslisty. Ja już jestem w drugiej grupie i przesuwam się w stronę trzeciej. Słowem, tak samo, jak było za komuny”.
Mimo to wciąż nosił się z zamiarem wyreżyserowania filmu o pacyfikacji kopalni „Wujek”. W warunkach transformacji systemowej okazało się jednak, że miał olbrzymie trudności z dofinansowaniem filmu nazwanego Śmierć jak kromka chleba (1994). Pieniądze na dofinansowanie filmu wyłożyły ostatecznie Telewizja Polska oraz Ministerstwo Kultury i Sztuki. Przy chronicznym braku środków na dofinansowanie filmu musiał mierzyć się również z przykrymi incydentami, na przykład śmiercią na planie dwunastoletniego Grzegorza Nowaka. Śmierć jak kromka chleba, pomimo pozytywnego odbioru środowisk kościelnych i niektórych przychylnych recenzji, była porażką frekwencyjną. Nawet ówczesny prezydent Lech Wałęsa po pierwszym seansie filmowym wyszedł bez pożegnania z reżyserem, a Piotr Mucharski w „Tygodniku Powszechnym” pisał, że „film rozminął się ze swoim czasem i trafił w najgorszy dla siebie moment – weryfikacji mitu »Solidarności«”. Klęskę artystyczną poniósł również Straszny sen Dzidziusia Górkiewicza (1993), nieudana kontynuacja pierwszej noweli z filmu Eroica (1957) Andrzeja Munka, i to mimo udziału Edwarda Dziewońskiego w tej samej tytułowej roli.
Próbą powrotu do łask krytyków i widzów był telewizyjny film Zawrócony (1994), historia gorliwego śląskiego działacza PZPR (Zbigniew Zamachowski), który jesienią 1981 podczas szpiegowania kolegów z zakładu dał się porwać nastrojowi manifestacji „Solidarności”, z miejsca okazując się wrogiem władzy komunistycznej. Zawrócony nieoczekiwanie cieszył się powodzeniem na Festiwalu Polskich Filmów Fabularnych, zapewniając jego autorowi drugie w karierze Złote Lwy. Doceniła go również organizacja FIPRESCI, przyznając mu nagrodę na Międzynarodowym Festiwalu Filmowym w Moskwie. Andrzej Wajda uznał Zawróconego za najlepszy film o wolnej Polsce i zwycięstwie „Solidarności”.
Ostatni film pełnometrażowy w karierze Kazimierza Kutza, Pułkownik Kwiatkowski (1995) na podstawie scenariusza Jerzego Stefana Stawińskiego, jest komedią osadzoną w realiach wczesnej stalinowskiej Polski. Głównym bohaterem filmu jest ginekolog (Marek Kondrat), który udaje pułkownika z urzędu bezpieczeństwa publicznego. Początkowo czyni tak w celu zaimponowania dziewczynie, w miarę rozwoju akcji zaś wykorzystuje swą zmyśloną tożsamość do uwalniania więźniów bezpieki. Barbara Hollender oceniła, że w Pułkowniku Kwiatkowskim reżyser „odrzuca całą martyrologię, posługuje się językiem współczesnym, pełnym humoru, jaki może dotrzeć do młodego widza. A zza kadru i tak wieje grozą”. Kazimierz Kutz planował również filmową adaptację pełnej rozmachu powieści Jarosława Iwaszkiewicza Sława i chwała o wydarzeniach na ziemiach polskich w latach 1914–1947. Ze względu na niewielkie wsparcie ze strony Telewizji Polskiej musiał jednak ograniczyć się do oszczędnego w formie serialu telewizyjnego. Sława i chwała została wyemitowana w 1997, doczekując się pozytywnych recenzji krytyków.

### Działalność polityczna i społeczna w III RP

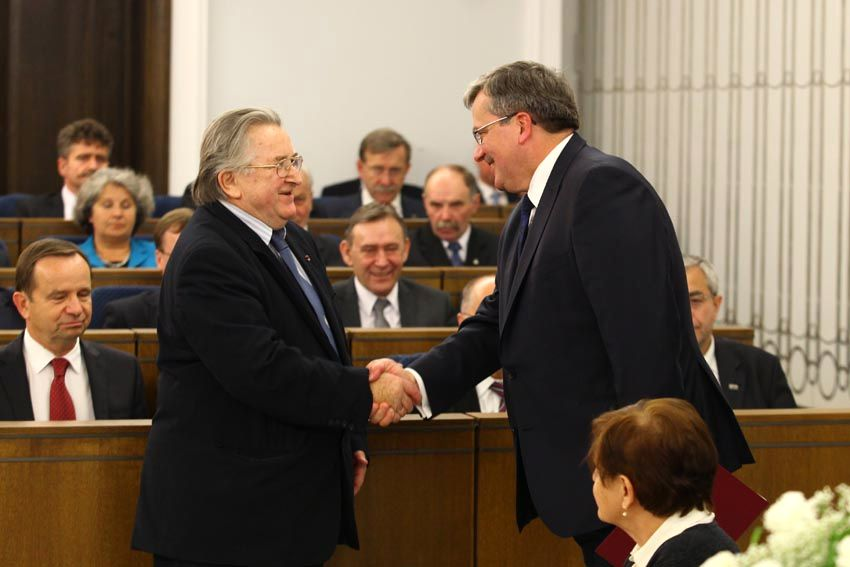
Marszałek senior Kazimierz Kutz i prezydent Bronisław Komorowski; pierwsze posiedzenie Senatu RP VIII kadencji (2011)

W 1997 jako kandydat Unii Wolności wystartował w wyborach do Senatu IV kadencji w województwie katowickim. Uzyskał mandat senatora z najlepszym indywidualnym wynikiem w okręgu (464 869 głosów). W parlamencie należał do Klubu Demokratycznego Senatu, pracował w Komisji Emigracji i Polaków za Granicą i Komisji Nauki i Edukacji. W 2001 uzyskał reelekcję jako kandydat koalicji Blok Senat 2001 (z rekomendacji UW) w nowo utworzonym okręgu nr 30 (poparło go 145 390 osób). W V kadencji był członkiem Komisji Kultury i Środków Przekazu. Do końca kadencji pozostał w składzie Klubu Senatorskiego „Blok Senat 2001”, który w 2003 opuścili inni przedstawiciele związani z Unią Wolności. Przez całą kadencję (od października 2001 do października 2005) sprawował urząd wicemarszałka Senatu. W 2005 wszedł w skład komitetu wyborczego Włodzimierza Cimoszewicza jako kandydata w wyborach prezydenckich w tym samym roku.
W wyborach parlamentarnych w 2005 po raz trzeci został senatorem. Startował z ramienia własnego komitetu wyborczego KWW Kazimierza Kutza, otrzymując 111 907 głosów w tym samym okręgu. Na inauguracyjnym posiedzeniu pełnił funkcję marszałka seniora. Należał do Komisji Kultury i Środków Przekazu oraz Komisji Nauki, Edukacji i Sportu. Przewodniczył kilkuosobowemu Kołu Senatorów Niezależnych i Ludowych. Nie planował startować w kolejnych wyborach, ostatecznie przyjął jednak propozycję Platformy Obywatelskiej i w przedterminowych wyborach w 2007 otworzył listę tej partii w okręgu katowickim. Został wówczas wybrany do Sejmu VI kadencji liczbą 113 280 głosów. W niższej izbie parlamentu pracował w Komisji Kultury i Środków Przekazu, był też wiceprzewodniczącym Komisji Mniejszości Narodowych i Etnicznych. Należał do komitetu poparcia Bronisława Komorowskiego przed przyspieszonymi wyborami prezydenckimi w 2010. W październiku tegoż roku opuścił klub parlamentarny PO w geście solidarności z Januszem Palikotem. Wsparł następnie tworzone przez niego nowe ugrupowanie.
W wyborach w 2011 kandydował jako niezależny do izby wyższej w jednomandatowym okręgu nr 80. Został wybrany do Senatu VIII kadencji Senatu, otrzymując 81 662 głosy. Również w tej kadencji wykonywał obowiązki marszałka seniora podczas pierwszego posiedzenia. Był przewodniczącym Koła Senatorów Niezależnych, członkiem Komisji Kultury i Środków Przekazu oraz Komisji Praw Człowieka, Praworządności i Petycji. W 2012 zasiadł w radzie programowej think tanku Ruchu Palikota. W wyborach do Parlamentu Europejskiego w 2014 bezskutecznie ubiegał się o mandat eurodeputowanego w okręgu śląskim, startując z pierwszego miejsca na liście okręgowej komitetu wyborczego Europa Plus Twój Ruch i uzyskując 20 426 głosów. W 2015 nie kandydował w kolejnych wyborach parlamentarnych.
W III RP angażował się także w działalność społeczną i kulturalną. Przewodniczył Społecznemu Komitetowi Budowy Muzeum Śląskiego. Był pierwszym dyrektorem i patronem Festiwalu Sztuki Reżyserskiej „Interpretacje”. Objął honorowym patronatem Festiwal Filmów Kultowych oraz Kongres Kultury na Górnym Śląsku. Należał do Stowarzyszenia Autorów ZAiKS, był współzałożycielem Towarzystwa Przyjaciół Śląska w Warszawie. Zwyciężył w plebiscycie „Gazety Wyborczej” na najwybitniejszego żyjącego Ślązaka. Okresowo publikował w tym dzienniku.

## Życie prywatne

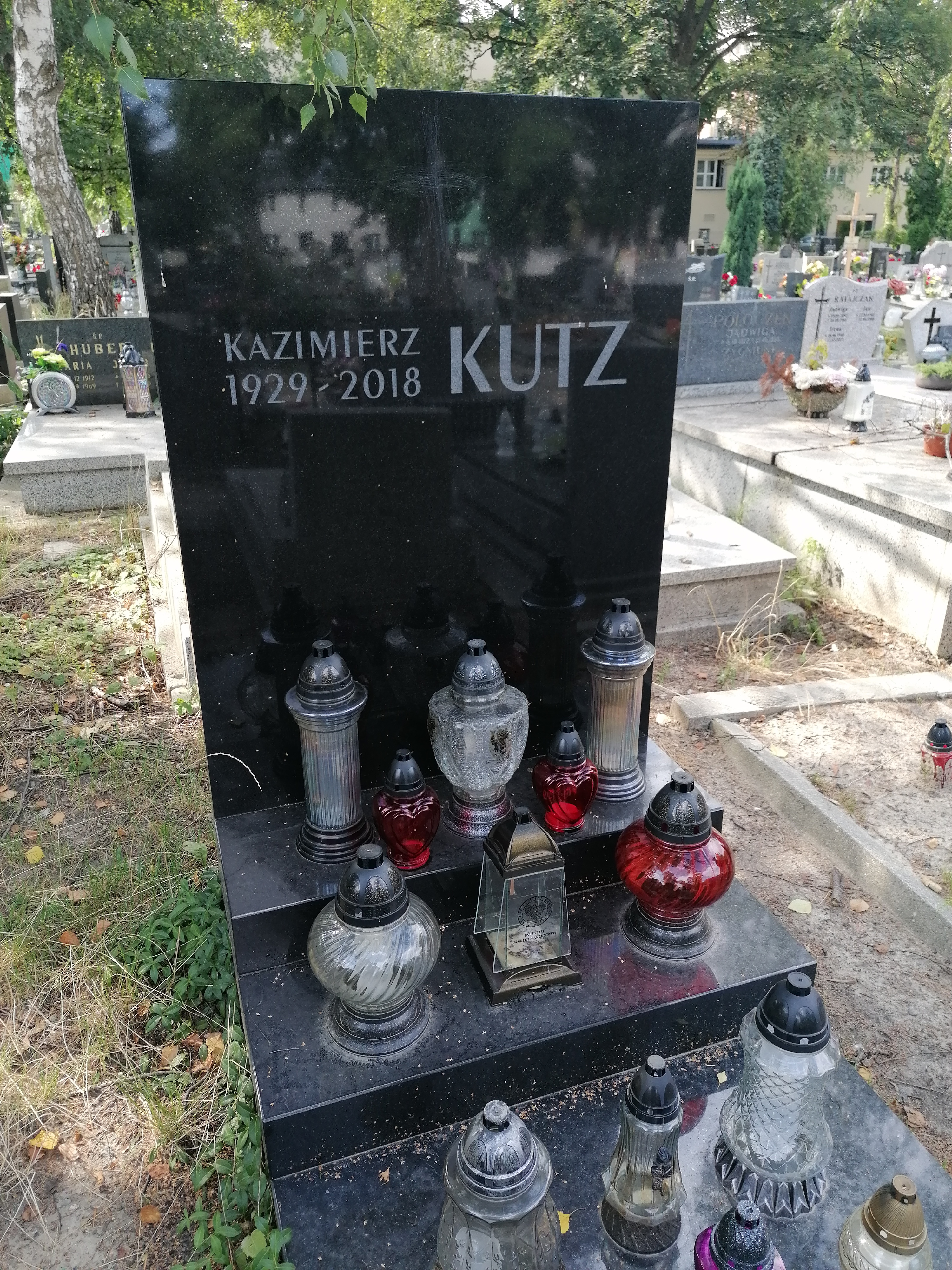
Grób Kazimierza Kutza na cmentarzu przy ul. Henryka Sienkiewicza w Katowicach

Kazimierz Kutz był trzykrotnie żonaty. Pierwsze małżeństwo pozostało bezdzietne. Jego drugą żoną była Małgorzata Gillert (tancerka Zespołu Pieśni i Tańca „Śląsk”), z którą miał syna Gabriela (ur. 1970). Jego trzecią żoną była Iwona Świętochowska (aktorka grająca w 1983 w filmie Na straży swej stać będę). Miał z nią troje dzieci (Wiktorię (ur. 1983), Kamilę (ur. 1988) i Tymoteusza (ur. 1991).
Identyfikował się jako Ślązak, wypowiadał się o tożsamości Ślązaków.
Deklarował się jako ateista. W czasie transformacji systemowej pierwsze lata III Rzeczypospolitej opisywał następująco: „Wszędzie wtykają się katolicy-patrioci, którzy przeważnie są pełnymi idiotami i robią dokładnie to samo, co komuniści. […] Tamci chcieli nas uszczęśliwić na siłę, ci chcą nas zbawić”. Nieprzychylnie wypowiadał się o polityce historycznej Prawa i Sprawiedliwości w latach 2005–2007, wyrażając się o ówczesnym rządzie Jarosława Kaczyńskiego, że „widzi tylko mityczną Polskę historyczną, widzi tylko groby, okopy i cały festiwal trupów. A nie idzie do przodu”. Jako zwolennik członkostwa Polski w Unii Europejskiej stwierdzał z zaniepokojeniem, że „za naszą przyczyną wraca koncepcja Europy dwóch prędkości. Będą lepsi i gorsi. A ostatecznie może być tak, że zostaniemy wyproszeni z Europy”.
Pod koniec życia mieszkał w domu opieki w Józefowie. Zmarł 18 grudnia 2018 w Międzyleskim Szpitalu Specjalistycznym w Warszawie. Został pochowany na cmentarzu przy ul. Henryka Sienkiewicza w Katowicach; uroczystość pogrzebowa miała charakter świecki.

## Twórczość

### Twórczość filmowa
Andrzej Gwóźdź wyróżnił charakterystyczne dla kina Kazimierza Kutza elementy.
- Postacie filmów są przybyszami, wędrowcami, przybywają do określonego miejsca i je opuszczają po przejściu inicjacji, nierzadko inicjacji seksualnej, albo po zgromadzeniu doświadczeń. Nierzadko są to przybysze doświadczeni przez wojnę. Znamienny dla twórczości reżysera jest topos wędrówki (Krzyż Walecznych, Nikt nie woła, Wkrótce nadejdą bracia, Znikąd donikąd, Tarpany)[121]. Z kolei bohaterowie tryptyku śląskiego są mocno zakorzenieni w swoich mikroświatach, o które muszą nieustannie walczyć[122].
- Typowa dla tego kina jest specyficzna gra między ekranem a widownią, która polega na tym, że tradycyjny mechanizm projekcji-identyfikacji zostaje wyparty przez deziluzję właściwą dla telewizyjnej sytuacji odbioru[123], czego przykładem jest pastiszowy Upał. Reżyser zwraca uwagę na widza i na to, w jaki sposób odbiera on świat wykreowany w kinie, tworząc nieomal bezpośredni kontakt między światem kina a światem widzów[124].
- Kino to opiera się na grach intertekstualnych i intermedialnych oraz na parafrazach, np. Upał jest filmem „z telewizji”, wprowadzającym Kabaret Starszych Panów. Straszny sen Dzidziusia Górkiewicza to film „z kina”, będący metatekstem (pastiszem satyrycznym) Eroiki Andrzeja Munka. Natomiast Wkrótce nadejdą bracia są – z jednej strony – ekranizacją dramatu Janusza Krasińskiego, który wcześniej został zrealizowany przez Kazimierza Kutza w teatrze, a z drugiej strony stanowią obraz naśladujący film Nikt nie woła[125].

#### Tryptyk śląski
W tryptyku śląskim, tj. w Soli ziemi czarnej (1969), Perle w koronie (1971) i Paciorkach jednego różańca (1979), reżyser skonkretyzował swoją wizję sztuki filmowej. Wchodząc w prowincjonalizm, folklor, tradycję, ludowy humor i odrębność kulturową, stworzył wypowiedzi o charakterze uniwersalnym. Sól ziemi czarnej zrealizował między familokami i hałdami na osiedlach Giszowiec i Nikiszowiec w Katowicach oraz na robotniczym osiedlu Lipiny i Chropaczów. Zależało mu na pieczołowitym odtworzeniu realiów, zatem podjął współpracę ze specjalistami od strojów i piosenek śląskich, a także z orkiestrami górniczymi i śląskimi zespołami ludowymi. Na potrzeby realizacji przestudiował powstańcze pamiętniki, wspomnienia i gazety z epoki. W sprawach społeczno-politycznych jego konsultantem został Wilhelm Szewczyk, a kwestie folkloru omawiał z Józefem Ligęzą i Adolfem Dygaczem. W doborze obsady aktorskiej filmu kluczowa była znajomość gwary śląskiej. Sól ziemi czarnej została znakomicie przyjęta nie tylko przez krytykę, ale także przez innych reżyserów – Andrzeja Wajdę czy Tadeusza Konwickiego.
Realizacja Perły w koronie przebiegała podobnie jak w przypadku Soli ziemi czarnej. Film powstał na Śląsku w kopalni „Wieczorek” na Nikiszowcu. Zaangażowano ludzi ze Śląska – aktorów, statystów i ekspertów. Ekspozycję Perły w koronie tworzą sielankowe obrazy osady górniczej, które ukazują dom, rodzinę i pracę jako podstawowe śląskie wartości. Natomiast Paciorki jednego różańca, nakręcone w kolonii domków górniczych w Giszowcu, traktuje się już jako obraz o agonii Śląska. Film przedstawia obrazy starych domków górniczych, które są wypierane przez nowoczesny Śląsk wieżowców. W jednym z takich domków mieszka Karol Habryka, górnik emeryt i były powstaniec śląski, który podejmuje walkę o własne dziedzictwo i tożsamość.
Filmy tryptyku śląskiego bliskie są opowieściom mitycznym. Ich fabuły osadzają się w przeszłości, w historii niewielkich społeczności i narodów, które na skutek biegu dziejów zostały zmarginalizowane. Jednocześnie tryptyk śląski można interpretować jako zapis dwudziestowiecznej historii Śląska. Głównym motywem fabuł jest bunt – walka podejmowana przez górniczą wspólnotę ma doprowadzić do przeobrażenia duchowego i do odnowienia kondycji ludzkiej. Kościelna religijność nie ma tu większego znaczenia, ale świat ten podporządkowuje się wszechobecnym w życiu domowym i w pracy rytuałom, dzięki którym otwiera się przestrzeń sakralna (mityczna).

### Filmografia
Na podstawie serwisu FilmPolski.pl.

- 1958: Krzyż Walecznych
- 1960: Nikt nie woła
- 1961: Ludzie z pociągu
- 1961: Tarpany
- 1963: Milczenie
- 1964: Upał
- 1966: Ktokolwiek wie…
- 1967: Skok
- 1969: Sól ziemi czarnej
- 1971: Perła w koronie
- 1974: Linia
- 1975: Znikąd donikąd
- 1979: Paciorki jednego różańca
- 1983: Na straży swej stać będę
- 1986: Wkrótce nadejdą bracia
- 1993: Straszny sen Dzidziusia Górkiewicza (film telewizyjny)
- 1994: Śmierć jak kromka chleba
- 1994: Zawrócony (film telewizyjny)
- 1995: Pułkownik Kwiatkowski
- 1997: Sława i chwała (7-odcinkowy serial telewizyjny)

### Spektakle telewizyjne
Do ważniejszych jego spektakli telewizyjnych zalicza się Opowieści Hollywoodu Christophera Hamptona (1986), Samobójcę Nikołaja Erdmana (1988), Do piachu… Tadeusza Różewicza (1989), Kolację na cztery ręce Paula Barza (1990), Antygonę w Nowym Jorku Janusza Głowackiego (1994) i Emigrantów Sławomira Mrożka (1995). Zbiór ostatnich przedstawień zrealizowanych dla Teatru Telewizji obejmuje Twórców obrazów Pera Olova Enquista (2000), Wielebnych Sławomira Mrożka (2001) i Dzień podróżny Eustachego Rylskiego (2004).
Przedstawienia telewizyjne poruszają tematykę społeczną, społeczno-obyczajową, historyczną i mają charakter demistyfikatorski wobec społeczeństwa i historii (Do piachu…, Ziarno zroszone krwią, Antygona w Nowym Jorku, Emigranci, Wielebni) bądź stanowią przykłady gier intermedialnych. Tematyzując profesję reżysera, twórcy i pisarza, stają się dziełami o wyrazie autotematycznym (Opowieści Hollywoodu, Kolacja na cztery ręce, Twórcy obrazów). Spektakle ukazują także skomplikowane losy i relacje międzyludzkie oraz rozmaite postawy moralne, które nierzadko zostają zaprezentowane w sposób przewrotny i brutalny, a zarazem daleki od moralizatorstwa. Sprawiły, że reżyser jest postrzegany nie tylko jako twórca filmów śląskich, ale także jako innowator i reformator języka sztuki telewizyjnej.

### Twórczość literacka
Był autorem książki Klapsy i ścinki. Mój alfabet filmowy i nie tylko (Znak, Warszawa 1999, ISBN 83-7006-849-9). Nakreślił w niej portrety przyjaciół i bliskich ze świata filmowego, literackiego i artystycznego, m.in. Krzysztofa Zanussiego, Wojciecha Kilara, Kaliny Jędrusik, Zbigniewa Cybulskiego, Andrzeja Wajdy, Tadeusza Konwickiego, Stanisława Dygata, Tadeusza Łomnickiego i Tadeusza Różewicza. Ukazał w niej również swoich najbliższych, matkę, ojca i brata, a poprzez różne anegdoty przedstawił groteskowość czasów PRL.
W 2010 reżyser zadebiutował jako powieściopisarz książką Piąta strona świata, wydaną nakładem wydawnictwa Znak, którą tworzył przez piętnaście lat. Został za nią nominowany do Nagrody Literackiej Gdynia 2011 w kategorii proza. Piąta strona świata to opowieścią o rozpadzie wspólnoty, która własną historię ukształtowała w języku. To również opowieść o języku, na co wskazuje fakt współistnienia w utworze gwary śląskiej i polszczyzny. Indywidualna biografia Kazimierza Kutza stała się impulsem do rozważań nad dziejami Śląska, nad katastrofą miejsca – regionu i kraju. Na podstawie powieści Teatr Śląski w Katowicach zrealizował w 2013 spektakl o tym samym tytule (autorem adaptacji i reżyserem był Robert Talarczyk). Ta sama adaptacja została w 2014 zrealizowana przez Teatr Telewizji.

## Odznaczenia i wyróżnienia

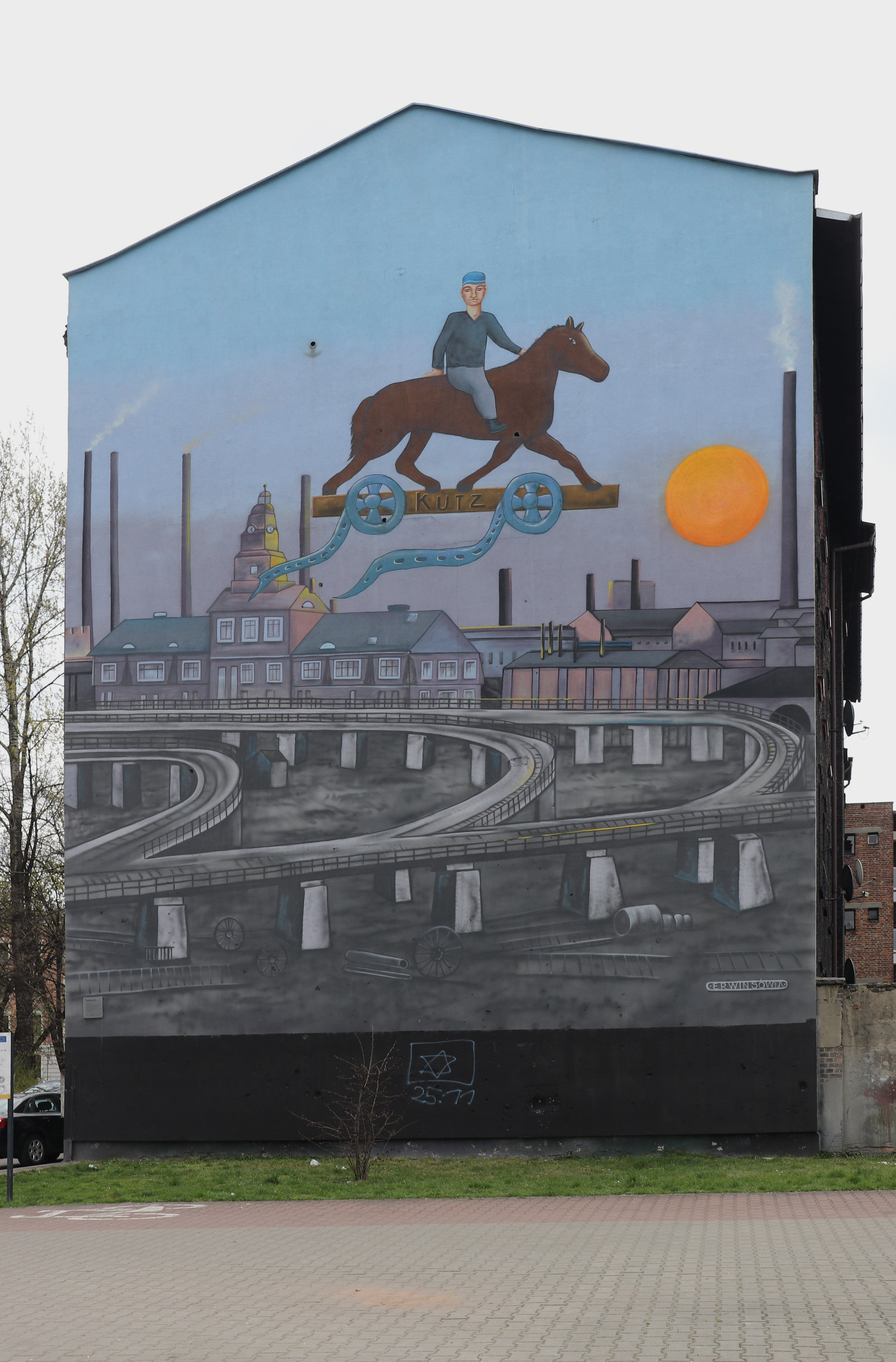
Mural upamiętniający Kazimierza Kutza, będący zaadaptowanym obrazem Erwina Sówki (Kutz na kucu); projekt zrealizowano w Szopienicach przy ul. Wypoczynkowej na ścianie kamienicy, w okolicy której wychował się reżyser

### Nagrody i nominacje: FPFF
| Rok  | Kategoria                                    | Za                                  | Wynik     |
| ---- | -------------------------------------------- | ----------------------------------- | --------- |
| 1975 | Lwy Gdańskie                                 | Linia                               | Nominacja |
| 1975 | Lwy Gdańskie                                 | Znikąd donikąd                      | Nominacja |
| 1980 | Złote Lwy Gdańskie                           | Paciorki jednego różańca            | Wygrana   |
| 1984 | Złote Lwy Gdańskie                           | Na straży swej stać będę            | Nominacja |
| 1986 | Złote Lwy Gdańskie                           | Wkrótce nadejdą bracia              | Nominacja |
| 1993 | Złote Lwy Gdańskie                           | Straszny sen Dzidziusia Górkiewicza | Nominacja |
| 1994 | Nagroda Miasta Gdyni                         | Śmierć jak kromka chleba            | Wygrana   |
| 1994 | Honorowe wyróżnienie jury                    | Śmierć jak kromka chleba            | Wygrana   |
| 1994 | Złote Lwy                                    | Zawrócony                           | Wygrana   |
| 1994 | Nagroda Komisji Krajowej „Solidarność”       | Śmierć jak kromka chleba            | Wygrana   |
| 1995 | Nagroda Krajowej Rady Radiofonii i Telewizji | Pułkownik Kwiatkowski               | Wygrana   |
| 2009 | Platynowe Lwy                                | Za dorobek artystyczny              | Wygrana   |

### Nagrody i nominacje: inne festiwale
| Rok  | Festiwal, nagroda                                  | Kategoria                                                                | Za                                                    | Wynik     |
| ---- | -------------------------------------------------- | ------------------------------------------------------------------------ | ----------------------------------------------------- | --------- |
| 1959 | Lubuskie Lato Filmowe                              | Syrenka Warszawska za najlepszy film fabularny                           | Krzyż Walecznych                                      | Wygrana   |
| 1963 | Międzynarodowy Festiwal Filmowy w Wenecji          | Złoty Lew                                                                | Milczenie                                             | Nominacja |
| 1970 | Lubuskie Lato Filmowe                              | Złote Grono za najlepszy film                                            | Sól ziemi czarnej                                     | Wygrana   |
| 1970 | Lubuskie Lato Filmowe                              | Złote Grono za najlepszy scenariusz                                      | Sól ziemi czarnej                                     | Wygrana   |
| 1972 | Festiwal Filmowy w Cannes                          | Złota Palma                                                              | Perła w koronie                                       | Nominacja |
| 1972 | Lubuskie Lato Filmowe                              | Nagroda Don Kichota                                                      | Perła w koronie                                       | Wygrana   |
| 1972 | Lubuskie Lato Filmowe                              | Złote Grono za najlepszy film                                            | Perła w koronie                                       | Wygrana   |
| 1975 | Lubuskie Lato Filmowe                              | Nagroda specjalna                                                        | Sól ziemi czarnej                                     | Wygrana   |
| 1980 | Międzynarodowy Festiwal Filmowy w Karlowych Warach | Nagroda specjalna jury                                                   | Paciorki jednego różańca                              | Wygrana   |
| 1994 | Lubuskie Lato Filmowe                              | Syrenka Warszawska za najlepszy film fabularny                           | Śmierć jak kromka chleba                              | Wygrana   |
| 1994 | Lubuskie Lato Filmowe                              | Złote Grono za najlepszy film                                            | Śmierć jak kromka chleba                              | Wygrana   |
| 1995 | Międzynarodowy Festiwal Filmowy w Karlowych Warach | Kryształowy Globus                                                       | Śmierć jak kromka chleba                              | Nominacja |
| 1996 | Lubuskie Lato Filmowe                              | Złote Grono za najlepszy film                                            | Pułkownik Kwiatkowski                                 | Wygrana   |
| 1997 | Złota Kaczka                                       | Najlepszy film polski                                                    | Pułkownik Kwiatkowski                                 | Wygrana   |
| 2009 | Złota Kaczka                                       | Najlepszy film historyczno-kostiumowy 100-lecia polskiego kina           | Śmierć jak kromka chleba                              | Nominacja |
| 2009 | Złota Kaczka                                       | Najlepszy film historyczno-kostiumowy 100-lecia polskiego kina           | Pułkownik Kwiatkowski                                 | Nominacja |
| 2009 | Złota Kaczka                                       | Najlepszy film historyczno-kostiumowy 100-lecia polskiego kina           | Krzyż Walecznych                                      | Nominacja |
| 2009 | Złota Kaczka                                       | Najlepszy film historyczno-kostiumowy 100-lecia polskiego kina           | Ludzie z pociągu                                      | Nominacja |
| 2009 | Złota Kaczka                                       | Najlepszy film historyczno-kostiumowy 100-lecia polskiego kina           | Perła w koronie                                       | Nominacja |
| 2010 | Złota Kaczka                                       | Najlepszy reżyser filmów nagradzanych na wielkich światowych festiwalach | Ludzie z pociągu, Paciorki jednego różańca, Zawrócony | Nominacja |
| 2015 | Nagroda Stowarzyszenia Autorów Zdjęć Filmowych     | Nagroda specjalna                                                        |                                                       | Wygrana   |

### Ordery i odznaczenia
- 1975 – Krzyż Komandorski Orderu Odrodzenia Polski[134]
- 1989 – Odznaka tytułu honorowego „Zasłużony dla Kultury Narodowej”[69]
- 2005 – Złoty Medal „Zasłużony Kulturze Gloria Artis”[150]
- 2009 – Komandor Orderu Zasługi Wielkiego Księstwa Luksemburga[151]

### Pozostałe nagrody i wyróżnienia[134]
- 1961 – „Srebrny Żagiel” na 14. Międzynarodowym Festiwalu filmowym w Locarno za Ludzi z pociągu
- 1962 – wyróżnienie za Skandal w Hellbergu na 3. Festiwalu Sztuk Współczesnych we Wrocławiu; Nagroda Ministra Kultury i Sztuki II stopnia za Ludzi z pociągu
- 1972 – „Złoty Globus” na Międzynarodowym Festiwalu Filmowym w Mediolanie za Perłę w koronie; I nagroda i nagroda za reżyserię Perły w koronie na 10. Międzynarodowym Festiwalu Filmowym w Panamie
- 1973 – nagroda Mediorama na Europejskim Festiwalu Młodego Filmu w Antwerpii
- 1981 – główna nagroda za Paciorki jednego różańca na Międzynarodowym Festiwalu Filmowym w Figueira da Foz; Nagroda Ministra Kultury i Sztuki I stopnia za tryptyk śląski
- 1987 – Nagroda Przewodniczącego Komitetu do spraw Radia i Telewizji za reżyserię Opowieści Hollywoodu; Złoty Ekran (nagroda miesięcznika „Ekran”) za reżyserię Opowieści Hollywoodu
- 1989 – Śląska Nagroda im. Juliusza Ligonia, przyznana za wybitne osiągnięcia artystyczne w dziedzinie filmu i teatru, ze szczególnym uwzględnieniem tematu śląskiego
- 1990 – Nagroda Komitetu Kultury Niezależnej „Solidarność” za realizację Starego portfela Stanisława Bieniasza w Teatrze Telewizji; Nagroda im. Jerzego Ziętka TVP Katowice za reżyserię Starego portfela
- 1992 – Nagroda Przewodniczącego Komitetu do spraw Radia i Telewizji za reżyserię Nocy Walpurgii albo kroków komandora
- 1993 – Nagroda im. Konrada Swinarskiego przyznana przez redakcję miesięcznika „Teatr” za całokształt twórczości telewizyjnej, ze specjalnym uwzględnieniem spektakli Noc Walpurgii albo kroki komandora oraz Stalin; honorowa odznaka ZAiKS-u[152]
- 1994 – nagroda Klubu Krytyki Filmowej – Syrenka Warszawska za Śmierć jak kromka chleba; nagroda specjalna za Zawróconego na Festiwalu Prix Europa w Berlinie;
- 1995 – „Złoty Cielec”, nagroda dla najlepszego filmu europejskiego dla Zawróconego na Międzynarodowym Festiwalu Filmowym w Utrechcie; Nagroda Kulturalna Śląska Kraju Związkowego Dolnej Saksonii; Nagroda im. Wojciecha Korfantego przyznana przez Związek Górnośląski[153]
- 1997 – Honorowa Korona Kazimierza Wielkiego w Kazimierzu Dolnym; tytuł doktora honoris causa Uniwersytetu Opolskiego[154]
- 1998 – Medal ZAiKS-u[152]
- 2001 – nagroda główna 5. Festiwalu Komedii „Talia” w Tarnowie za Spaghetti i Miecz; „Ludwik” – nagroda krakowskiego środowiska teatralnego za Spaghetti i Miecz; Nagroda im. Tadeusza Boya-Żeleńskiego za twórcze realizacje dramatów Tadeusza Różewicza, w tym spektakli Teatru Telewizji (Do piachu i Kartoteka rozrzucona) oraz inscenizacji w Teatrze Narodowym i Starym Teatrze w Krakowie
- 2002 – honorowy Jańcio Wodnik na „Prowincjonaliach” we Wrześni za „poetycki pejzaż ziemi ukochanej – Śląska”
- 2004 – Polska Nagroda Filmowa Orzeł za osiągnięcia życia[155]
- 2006 – Order Ecce Homo[156]; Nagroda Tolerancji[157] przyznawana przez organizacje LGBT z Polski, Niemiec i Francji za działania na rzecz równouprawnienia osób homoseksualnych
- 2009 – członkostwo honorowe ZAiKS-u[152]
- 2010 – tytuł honorowego obywatela Katowic[158]; Cegła Janoscha[159], nagroda przyznawana przez czytelników katowickiego dodatku do „Gazety Wyborczej” za działalność na rzecz zachowania śląskiej tożsamości; Nagroda im. ks. Augustina Weltzla „Górnośląski Tacyt”, nagroda przyznawana badaczom i popularyzatorom historii Górnego Śląska[160]
- 2011 – Śląski Szmaragd, wyróżnienie przyznawane przedstawicielom Śląska przez diecezję katowicką Kościoła Ewangelicko-Augsburskiego w RP
- 2012 – Gustaw za całokształt twórczości artystycznej, nagroda Związku Artystów Scen Polskich
- 2013 – Korona Sandomierska na Festiwalu Filmów-Spotkań NieZwykłych[161]
- 2018 – tytuł doktora honoris causa Państwowej Wyższej Szkoły Filmowej, Telewizyjnej i Teatralnej w Łodzi[134]

## Upamiętnienie
- W 2021 plac Teatralny w Rybniku otrzymał imię Kazimierza Kutza[162].
- W 2021 ustanowiono przyznawaną artystom Nagrodę im. Kazimierza Kutza, której powstanie zainicjowało miasto Katowice we współpracy z Uniwersytetem Śląskim i Teatrem Śląskim im. Stanisława Wyspiańskiego w Katowicach; jej pierwszą laureatką została Anna Dymna[163].
- W 2024 radni Katowic ustanowili go patronem jednej z ulic w dzielnicy Szopienice-Burowiec[164].